# Notarium
Le notarium ou os dorsal désigne plusieurs os fusionnés à une partie des vertèbres thoraciques de certains oiseaux ou des ptérosaures.
Il est présent chez les gallinacés où les 2e à 5e vertèbres se soudent, la 6e étant libre et la 7e se soude avec la 1re lombaire et les ilium. Il est absent chez les anatidés mais les dernières vertèbres thoraciques s’unissent au synsacrum.
Chez les Ptérosaures Pterodactyloidea, le notarium était constitué des vertèbres 3 à 7.
L'intérêt est de conférer une certaine rigidité qui protège la moelle épinière des risques de torsion et de fracture induits par les battements des ailes.